# Étienne de Veniard (sieur de Bourgmont)
Étienne de Veniard, sieur de Bourgmont (1679-1735) est un explorateur français qui réalisa les premières cartes des rivières Missouri et Platte. Il édifia aussi le premier fort français sur les rives du Missouri.

## Biographie
Il naît à Cerisy-Belle-Étoile en avril 1679 dans le centre de la Normandie, de Charles Veniard, sieur du Verger, et Jacqueline Jean. Cette dernière est la nièce de Pierre Pitot, sieur de la Pallière, docteur en théologie de la Sorbonne et grand vicaire de l'évêque de Québec. En 1698, à l'âge de 19 ans, il est reconnu coupable de braconnage sur les terres du monastère de Belle-Étoile, et condamné à payer une amende de 100 livres. Ne s'acquittant pas de cette dette, il quitte la France la même année, pour aller s'installer dans les colonies de peuplement de la Nouvelle-France en Amérique du Nord. 
En 1702, il participe à l'établissement d'une tannerie de peaux de bison à l'embouchure de la rivière Ouabache (Ohio). La tannerie fermera un an plus tard. En 1703, Bourgmont déménage à Québec. 
En 1705 sous les ordres d'Antoine Laumet de La Mothe, sieur de Cadillac, il se rend au Fort Pontchartrain, à Détroit, dans l'actuel Michigan, et prend le commandement du fort en 1706. À la suite de l'attaque meurtrière du fort par des Amérindiens, il est réprimandé par le gouverneur Cadillac pour ce grave incident. Bourgmont déserte et s'enfuit vers l'Ouest. De 1706 à 1709, avec d'autres déserteurs, il connaît la vie des coureurs des bois et des trappeurs autour du lac Érié.
En 1712, Bourgmont réapparaît au fort Pontchartrain pour aider les Algonquins, les Missouris et les Osages dans leur lutte contre les Fox, que l'on appelait à l'époque les Renards. Son concubinage avec la fille du chef des Missouris fait scandale. Les prêtres se plaignent au gouverneur de la Louisiane, lequel ordonne l'arrestation de Bourgmont dès que celui-ci réapparaîtra au Fort Louis à la Mobile, dans l'actuelle Alabama.
En mars 1714, Bourgmont reconnaît l'embouchure de la rivière Platte. Ses descriptions permettront au cartographe Guillaume Delisle de décrire la région du Missouri.
Le 25 septembre 1718, Jean-Baptiste Le Moyne de Bienville remplace le gouverneur Cadillac. Il décide de décorer Bourgmont de la croix de Saint-Louis pour services rendus à la France. 
En septembre 1719, le Conseil de la Colonie de la Louisiane envoie Bourgmont en mission diplomatique. Il est chargé de créer des alliances avec les Amérindiens. 
En juin 1720, lui et son fils métis se rendent à Paris, où on les accueille en héros en raison de la victoire des forces franco-amérindiennes sur les troupes espagnoles de l'expédition Villasur. 
En juillet 1720, il reçoit un brevet de capitaine. 
En août 1720, nommé « Commandant de la rivière Missouri », il est chargé de construire un fort sur ladite rivière, et de négocier avec les tribus pacifiques afin de permettre le développement du commerce français. 
Le 8 mai 1721, il épouse sa cousine Jacqueline Bouvet, de Lonlay-l'Abbaye, dans son village natal de Cerisy-Belle-Étoile en Normandie. Elle était fille de François Bouvet, sieur des Bordeaux, conseiller du roi, et de Madeleine Hardrey. Il retourne alors à La Nouvelle-Orléans en juin 1721. Après une maladie et la perte de la nouvelle colonie du Missouri, Bourgmont quitte La Nouvelle-Orléans en février 1723 pour s'établir à Fort Orléans près de l'embouchure de la rivière Grand, où il installe le quartier général militaire de la rivière Missouri.
Il remonte les rivières Missouri et Kansas, afin d'établir de bonnes relations avec les nations (promesses de dons en échange de la paix) Oto, Kansas, Osages et Padouca, cette dernière étant connue de nos jours sous le nom de Comanche.
Fin 1725, Bourgmont retourne dans sa Normandie natale, où il est anobli et élevé au grade d'écuyer en 1726. 
De ses voyages, il a ramené une femme Padouca qui se fait baptiser le 8 janvier 1728 à Cerisy-Belle-Étoile sous le nom de Marie Angélique Hyacinthe de Padoucamie. Elle épouse Étienne Lemonsu le 26 février 1732 dans la commune voisine de Frênes après en avoir eu un fils, Jean. Né le 17 janvier 1732 à Cerisy-Belle-Étoile, cet enfant meurt le 15 mars 1735 à Frênes et ses parents quittent alors la région pour une destination inconnue.
Étienne de Veniard meurt en 1734 et est inhumé le 1er janvier 1735 dans l'église de Cerisy-Belle-Étoile.

## Distinctions
- Chevalier de l'ordre royal et militaire de Saint-Louis.